# Santiago Nuyoó
Santiago Nuyoó là một đô thị thuộc bang Oaxaca, México. Năm 2005, dân số của đô thị này là 2173 người.